# Косолапов Павло Павлович
Павло́ Па́влович Косола́пов (нар. 27 лютого 1980, Волгоградська область) — ідейний ісламістський терорист, етнічний росіянин, донський козак. За версією правоохоронних органів РФ, викладеної в ЗМІ — один з організаторів терористичних актів у Москві, Підмосков'ї, вибухів зупинок у Воронежі та Новгородської області в 2004—2007 роках, керівник злочинної групи, в яку крім нього самого входили громадяни Казахстану. Його оголошено у федеральний і міжнародний розшук.